# 오에 겐자부로
오에 겐자부로(일본어: 大江 健三郎, 1935년 1월 31일 ~ 2023년 3월 3일)는 일본의 작가로, 제2차 세계대전 패전 이후의 일본 전후세대를 대표한다. 시코쿠 에히메현의 한 마을에서 태어나 자랐으며, 18세 때에 프랑스 문학을 공부하기 위해 도쿄로 갔다. 학생 시절이었던 1957년부터 글을 쓰기 시작했으며, 동시대 프랑스와 미국 문학에서 많은 영향을 받았다. 도쿄 대학 불문과 재학 당시 사르트르 소설에 심취했으며 <사육(飼育)>이란 작품으로 아쿠타가와 상을 수상했다.
초기에는 전후파 작가답게 전쟁 체험과 그 후유증을 소재로 인간의 내면세계를 응시하는 사회비판적인 작품을 많이 썼다. 그러나 결혼 후 장애가 있는 아들이 태어나, 장애인에 대한 사회적인 편견 속에서 어렵게 키운 경험을 소재로 개인적인 체험을 써서 전후세대의 인권 문제를 파헤쳤다는 찬사를 들었다. 이 외에도 핵 시대의 지구와 우주와의 관계를 그린 미래소설도 썼다.
그는 1994년 12월 8일 가와바타 야스나리(1968년 수상) 이후 26년 만에 노벨 문학상을 수상했다. 수상기념 연설문, 《애매한 일본의 나》를 통해 그는 스웨덴의 아동문학작품 《닐스의 모험》을 읽으며 꿈꿨던 어린 시절 1968년 노벨 문학상 수상자인 가와바타 야스나리의 일본적인 신비주의에 대한 회의, 전자공학이나 자동차 생산 기술로 유명한 조국 일본에 대한 비판적인 시각, 한국의 김지하나 중국 작가들에 대한 정치적 탄압, 와타나베 가즈오에게서 배운 휴머니즘 정신을 말하였다. 이 연설문은 노벨상 위원회가 책으로 출판하였다. 가족으로는 아들이자 장애인 음악가인 오에 히카리와 부인이 있다. 오에 겐자부로가 아들 히카리를 작곡가로 키운 이야기는 문화방송의 예능 프로그램인 《신비한 TV 서프라이즈》에서 재연극으로 소개된 바 있다.

## 인물

### 자라난 내력으로부터 작가 데뷔까지
그는 에히메현 우치코의 오세라는 마을에서 태어났다. 그는 7형제중 3남으로 태어났으며 할머니에게 예술을 배웠다. 그의 할머니는 1944년에 사망하였고, 그의 아버지도 그 다음해 태평양 전쟁에서 사망하였다. 그의 어머니는 아버지 대신 오에를 가르치면서 허클베리 핀의 모험, 닐스의 모험 같은 책을 사주었는데, 그는 그 책들을 무덤까지 가져가겠다고 말하였다.
고향에 있는 학교를 다니다가, 그는 마츠야마에 있는 고등학교로 전학을 하였다. 18세가 되는 해에 처음 동경에 다녀와서 그 이듬해 동경대학교에서 불문학을 공부하게 되었다. 그의 스승은 가주오 와타나베로 프랑수아 라블레에 대한 전문가였다. 그는 1957년 학생의 신분으로 있을 때부터 글쓰기를 시작하였는데, 그의 글은 프랑스와 미국의 현대작품에 영향을 많이 받은 작품이었다.

### 아쿠다가와상 작가로서
데뷔한 다음 해인 1958년, 자신의 첫 장편소설 <아이 싹 훑기(芽むしり仔撃ち)>를 발표했다. 같은 해에 <사육(飼育)>으로 제 39회 아쿠타가와상을 23세의 나이에 수상하였다. 1956년에 수상한 이시하라 신타로에 이어 당시 최연소 타이 수상자가 되었다. 전형 위원이었던 가와바타 야스나리는 “아쿠타가와 류노스케와 오에 겐자부로는 시대도, 재능도, 작풍도 다르지만, 스물 서 너 살짜리 학생이 기묘한 소재를 가지고 소설을 썼다는 점이 아쿠타가와와 닮은 꼴로 보여 그에게 아쿠타가와 류노스케의 이름이 걸린 상을 주고 싶었다”라고 했다. 한편, 후나하시 세이치는 이전 회 아쿠타가와상 전형에 이의를 제기하였는데, <사육>보다는 <죽은 자의 사치(死者の奢り)>야말로 상을 받았어야 했다며 비판한 바 있다.
또한, 같은 해인 1958년에 이시하라 신타로, 에토 준, 다니카와 슌타로, 데라야마 슈지, 아사리 게이타, 에이 로쿠스케, 마유즈미 도시로, 후쿠다 요시유키 등 젊은 문화인들과 ‘젊은 일본 모임(若い日本の会)’을 결성하여 60년 안보(안보투쟁)에 반대하였다.
1959년에는 도쿄대를 졸업하였다. 졸업논문의 제목은 <사르트르 소설의 이미지에 대하여>. 같은 해에 새로운 장편 《우리들의 시대(われらの時代)》를 발표하였다. 이 작품에서는 청년으로서 느끼는 우울함과 허무감, 괴상하고 폐쇄적인 섹슈얼리티를 주제로 전면에 내세워 통렬한 비난을 받았으나, 이 작품으로 인해 처음으로 작품 분위기가 전환되었다. 그리고 그 해 작곡가인 다케미쓰 토오루를 알게 되었다. 그 다음 해인 1960년, 이타미 유카리(이타미 주죠의 누이동생)와 결혼했다.
1961년, <정치와 성(政治と性)>의 주제를 집대성한 작품인 <세븐틴(セヴンティーン)>을 《문학계(文學界)》 1월호에, <정치소년 죽다(政治少年死す)-세븐틴 제 2부>를 익월호에 발표하였다. 아사누마 이네지로 암살 사건에서 촉발되어 범인인 야마구치 오토야를 모델로 ‘성을 탐닉하고, 정치에 도취한 우익소년’ (문고본 뒷면 소개글에서)을 그렸으나, 풍류몽담 사건과 마찬가지로 이 작품을 둘러싸고 문예춘추 등이 우익단체로부터 협박을 받았다. 이 때문에 <정치소년 죽다>는 그 이후 어떠한 단행본으로도 구할 수가 없게 되었다. 단, 《오에 겐자부로 전작품 1》에 수록된 자필연보에 따르면, 본 작품이 “현재까지 단편집에 실리지 않은 것은 작가 스스로의 의지 때문이 아니다”라고 하였다.
1963년, 두개골에 이상이 있어 지적장애를 안은 장남 오에 히카리가 태어났다. 무거운 장애를 안은 아이의 탄생은 전후사회에서 희망이 없는 청년과 그 사회에 맞선 절망적 반항과 저주를 독자적으로 그려 온 작가에게 정신적인 전환점이 되었다. 1964년, 히카리의 탄생을 기점으로 쓴 자전적 소설 《개인적 체험(個人的な体験)》으로 제 11회 신초샤 문학상을 수상하였다. 지적장애를 안고 태어난 자식의 죽음을 바라는 아버지 '버드(Bird)'가 온갖 정신편력을 겪은 끝에 상상력에 의해 현실로 돌아오기까지의 과정을 그린 작품으로, 원래 사르트르의 영향으로 그 의식이 깊어진 '상상력'이라는 개념은 이후 오에 겐자부로에게 상당히 큰 주제/수법 중 하나가 되었다. 같은 해에 히로시마를 수차례 방문했던 경험과 세계원수폭금지대회에 참가한 경험을 토대로 한 르포르타주 《히로시마 노트》를 연재하기 시작했다. 그 이후 오에 겐자부로는 장애를 안은 아이를 중심으로 한 '개인적 체험'과 히로시마·나가사키 피폭, 그리고 전쟁이라는 '인류 고유의 비극'을 대응시켜 자신의 주제로써 심화시켜나가고 있다.

### 노벨상 수상까지
1967년, 30대 초반에 장편소설 《만엔 원년의 풋볼》을 발표하고, 최연소(2010년까지도 기록으로 남아있음)로 제3회 다니자키 준이치로 상을 수상했다. 만엔 원년(1860년)에 시코쿠의 마을에서 일어난 폭동과 100년 후의 일본에서 일어난 안보투쟁을 결합시켜 폐쇄적 정황에 대한 혁신적인 반항을 그려 엄청난 반향을 불러 일으켰다. 그 당시 현저했던 오에 특유의 문체는 틀이나 주석,수식,피수식의 관계가 혼탁했기 때문에 여러차례 난해한 문장이라고 지적을 받았지만, 노벨문학상에 선출되었을 당시의 수상이유로 현재의 표준어인 도쿄방언에 대항하는(산문) 시적인 문체를 들었다(단지, 그 후부터는 작품에 어울리는 문체를 적절히 조절하여 쓰는 방법으로도 사용하고 있다).현재는 오에의 대표작으로 높은 평가를 받고 있지만, 이전에 오에를 평가 한 에토 준은 그를 강하게 비판하고 오랜 기간동안 대립 관계를 형성하게 되었다.
일본 사회와 공존하는 비정상적이고 작은 세상들을 그려낸 단편집《우리들의 광기를 참고 견딜 길을 가르쳐 달라》(1969년)를 출판하고, 1971년에 발표된 중편<스스로 눈물을 닦는 아픈 날>,<달의 남자(Moon Man)>에서는 그 전년도의 이쓰시마 사건을 토대로 천황관을 개혁할 것을 주제로 삼았다. 그 후에 《내 영혼에 이르러》(1973년, 노마문예상수상),《핀치러너 조서》(1976년)에서는 천황제나 핵문제 대해 고민하고, 리얼리즘을 초월한 세계관을 그리기 시작했다. 오에의 후기작에서는 <영혼의 문제>,《기도,허락》같은 종교적인 사상에 깊이있게 접근하고 전환의 계기로 삼았다. 40대부터는 야마구치 마사오의 문화인 수학에 영향을 받아, 1979년에 발표된 《동시대 게임》에서 <마을=국가=우주>의 역사를 쓰는 주인공의 이야기를 썼지만, 문화평론가로부터 명성을 얻은 후의 사치스런 것이라고 비판 받았다.
다만, 오에 자신은 우주의 창조자인 <망가뜨리는 자>나 영혼의 문제를 작품속에서 중요하게 자리매김 하고 있다.
1982년, 연작집 《레인트리(Rain Tree)를 듣는 여자들》을 발표하고 다음해에 제34회 요미우리 문학상을 수상했다. 또한 다케미쓰 토오루는 연작집의 첫 번째 이야기인 <머리 좋은 <레인트리>>에 영감을 얻어 <비의 수목>(Rain Tree)를 작곡했다. 연작집의 두 번째 이야기 《레인트리를 듣는 여자들》은 이 곡의 연주를 처음 들으며 집필했으며 소설속에 콘서트의 장면이 나오기도 한다.1983년 《새로운 사람이여 눈을 떠라》에서는 윌리엄 블레이크의 시를 인용하여 그의 문헌이나 관련 연구를 반복해서 읽는 것으로 깨달은 사상을 오에 자신의 언어로 표현하며, 세심한 필체로 자서체 소설로 사생활을 그려내어 제10회 오사라기 지로 상을 수상했다.
1985년에는 연합적군 사건을 사상적으로 총괄해 낸 《하마에게 물리다》,1986년에는 《동시대 게임》의 세계관을 현실세계로 비추어 낸 《M/T와 숲의 이상한 이야기》,1987년에는 단테의 《신곡》을 바탕으로 자신의 반생,사상의 편력, 주역의 변천등을 서사적으로 그려낸 《그리운 날들로의 편지》를 발표했다.
1989년에 《인생의 친척》에서는 장편에서 처음으로 여자를 주인공으로 하고, 아이를 잃은 여자의 비극과 재기하기까지를 그려 내 제1회 이토세이 문학상을 수상했다.1989-1990년에 발표 된 연작 《치료탑》 과 그 연속편인 《치료탑혹성》에서는 넓은 의미로의 SF형식을 사용하고 윌리엄 버틀러 예이츠의 시를 빌려 핵과 인류구제의 주제를 그리고 있다.
1993년 9월부터 《신조》에 있어서 가장 긴 장편소설 3부작 《타오르는 푸른 나무》를 연재하기 시작했다. 연재중이었던 1994년 10월 13일에 가와바타 야스나리 이후 26년만에 일본인으로써는 두 번째로 노벨문학상을 수상하게 되었다. 기념 강연으로 가와바타의 <아름다운 일본과 나>를 풍자한 <애매한 일본과 나>를 주제로 삼았다.
11월부터 《타오르는 푸른 나무》간행을 시작했다. 시코쿠의 마을을 무대로 한 <구세주>에 의한 전통 계승과 부활, 교회의 <구세주> 일파로의 공격, 시민과 교회의 격한 대립을 줄거리로 하여 아우구스티누스나 예이츠를 인용 <영혼의 구제>를 주제로 집필하여 지금까지 작품 중 가장 큰 성공을 거뒀다.
1995년 1월, 1994년도에 조일상을 수상하였다.

### 후기의 일(근황)
오에는 1995년 자신의 <마지막 소설>인 《타오르는 푸른 나무》를 완성했지만, 1996년 다케미쯔 토오루의 영결식에서 그를 위해 신작을 바치겠다고 약속하고 1999년 《공중회전》에서 집필을 다시 시작했다.테러를 막기 위해 <탈교>한 교주 <의사(성인)>의 파란과 살인속에서 교단의 재건을 삼인칭 시점으로 그려낸 전환작이 되었다. 이후의 창작활동은 오에 자신의 말을 빌려 <후기의 작품활동(Late Work)>이라고 불린다.
이타미 쥬죠의 죽음을 위해 쓴 작품 《뒤바뀐 아이(체인지링)》(2000년), 《우울한 얼굴의 아이》(2002년), 《안녕,나의 책이여!》(2005년)은 전부 <스워드커플(이상한 2인조)>가 등장한 3부작이다. 3부작의 마지막 작품인 《안녕,나의 책이여!》에서는 미시마 유키오와 제2차 세계대전 후의 문제를 자신의 인생에 투영시켜 데뷔작 《기묘한 일들》로 회귀하는 듯한 복잡한 구성을 택했다.3부작을 집필하고 있던 2002년에는 아이들을 위한 판타지 동화 《200년의 아이들》을 발표했다.
그 후 2007년에는 수장되었던 영화를 재구성하여 <이상한 노인>들의 늘그막의 모험담 《아름다운 애너벨리 싸늘하게 죽다》 가 신조사, 2009년에는 익사한 아버지의 죽음을 그려내려고 한 작가의 행동을 다양하게 표현해 낸 《익사》가 강담사에 각각 실렸다.
《타오르는 푸른 나무》의 총괄편이라고도 불리는 《공중제비》이외의 <후기의 작품>들 모두가 자신을 투영시킨 소설가나 옛의인을 둘러싼 거짓과 진실의 이야기였다. 그의 이야기에서 허구를 섞어 자신의 생각을 고쳐 말하는 것 같은 방법을 사용하고 있다(이러한 형식에서는 오에 자신도 자각적으로 《익사》속에서 <노작가의 사랑도 변하지 않는 자기모순이다>라는 등의 도회하는 듯한 표현을 썼다).또한, 모든 작품에 있어서 선행되었던 문학,예술 등에 자유로운 인용을 덧붙여 과거 자신의 인용이나 옛 이야기를 현대의 언어로 해석, 환골탈태, 재구성을 하였다.
창작활동 이외에는 2006년에 오에 겐자부로상이 설립되어 다음세대의 젊은 작가들을 응원하는 움직임으로 발돋움하고 있다.

## 정치 사상
전후 민주주의자임을 자인하며 국가주의, 특히 일본의 천황제에 대해서는 일관적으로 비판적인 입장을 취하고 있다. 또한 평화헌법을 수호하는 입장으로 핵무기나 헌법 제 9조(일본 헌법 삼대원칙 중 하나인 평화주의를 규정하고 있음)에 대해 에세이나 강연에서 적극적으로 언급하고 있으며, 자위대의 존재에 대해서도 부정적이다. 1994년 노벨상 기념 강연회를 가졌을 때에는 덴마크 문법학자 크리스토프 니로프의 ‘(전쟁에) 항의하지 않는 인간은 공모자나 다름없다’라는 발언을 빌려 ‘항의하는 것’이라는 개념에 대해 언급하였다. 또한 예술원 회원으로 활동하거나 문화훈장을 받는 문학가의 자세에 대해서는 비판적이었다. 노벨문학상은 “스웨덴 국민이 주는 상으로 여기겠다”라고 하며 상을 받았으나, 그 직후에 천황이 손수 문화훈장과 문화공로상을 함께 수여하려 하자, “나는 전후 민주주의자이므로 민주주의 위에 군림하는 권위와 가치관을 인정할 수 없다”라고 하여 수상을 거부했다. 한편, 2002년에는 공화국인 프랑스의 정부로부터 레지옹 도뇌르 훈장을 받았다. 2003년에 자위대를 이라크에 파병했을 때에는 “이라크에는 순수하게 인도적 차원의 원조를 제공하는 데서 그쳐야 한다”, “전쟁 후 반세기 남짓한 가운데서도 일본이 이 정도로 미국을 추종하는 모습을 보였던 적은 없다”라고 하며 분노를 표명했다. 2004년에는 헌법 9조 ‘전쟁 포기’의 이념 수호를 목적으로 가토 슈이치, 쓰루미 슌스케 등과 함께 9조회를 결성하여 전국 각지에서 강연회를 열었다. 2006년에는 중국사회과학원 외국문학연구소의 초청을 받아 중국으로 가서 난징대학살기념관 등을 방문하였다. 베이징대 부속중학교에서 열린 강연에서는 고이즈미 준이치로 전 총리의 야스쿠니 신사 참배를 언급하며 “일본과 일본 젊은 세대의 장래를 철저히 망가뜨리는 짓이다”라고 하였다.

### 북한 관련 발언
2009년 6월 2일, 강연에서 "핵보유국과 비핵보유국 사이의 신뢰관계가 없으면 핵무기 폐기가 시작될 수 없다.우리들이 싸우지 않는 태도를 일관한다면, 북한과의 관계에서 신뢰를 만들어내는 커다란 조건이 되지 않을까"라는 뜻의 발언을 했다. 때마침 이 발언은 5월 25일 북한이 핵실험을 한지 얼마 지나지 않은 시기에 나온 발언이여서 많은 물의를 빚었다.

## 작품 목록

### 영어로 번역된 작품 목록
- Nip the Buds, Shoot the Kids (1958)
- A Personal Matter (1968)
- The Silent Cry (1974)
- Teach Us to Outgrow Our Madness (1977)
- Hiroshima Notes (1982)
- Japan's Dual Identity: A Writer's Dilemma (1988)
- A Healing Family (1996)

### 한국어로 번역된 작품 목록

#### 오에 겐자부로 소설문학 전집 24권 (고려원)
1. 중-단편집/죽은자의 사치
2. 아이 싹 훑기/우리들의 시대
3. 늦게 온 청년
4. 성적 인간
5. 일상생활의 모험
6. 개인적 체험
7. 만연원년의 풋볼
8. 우리들의 광기를 참고 견딜 길을 가르쳐 달라.
9. 홍수는 나의 영혼에 넘쳐 흘러
10. 핀치러너 조서
11. 동시대 게임
12. <레인트리>를 듣는 여인들
13. 새로운 인간이여, 눈을 떠라
14. 하마에게 물리다
15. M/T와 이상한 숲의 이야기
16. 그리운 해에게로 띄우는 편지
17. 길프 군단
18. 인생의 친척
19. 조용한 생활
20. 치료탑/치료탑 혹성
21. 타오르는 푸른나무/1부 구세주의 수난
22. 타오르는 푸른나무/2부 흔들림
23. 타오르는 푸른나무/3부 위대한 세월
24. 오에 겐자부로론
25. 2백년의 아이들

### 공저
- 오에 겐자부로, 오자와 세이지, 《문학과 음악이 이야기한다》(정회성 역, 포노, 2018)

### 작품의 영화화
- 우리들의 시대 (1959년) 감독: 쿠라하라 고레요시
- 가짜 대학생 (1960년) 감독: 마스무라 야스조
- 사육 (1961년) 감독: 오시마 나기사
- 조용한 생활 (1995년) 감독: 이타미 주조, 음악: 오에 히카리

### TV 프로그램
- 1990년 8월 5일 - NHK 스페셜「세계는 히로시마를 기억하고 있는가~오에 겐자부로·대화와 사색의 여행~(世界はヒロシマを覚えているか～大江健三郎・対話と思索の旅～)」칼 세이건, 프리먼 다이슨, 안드레이 사하로프, 김지하 등과 대화.
- 1992년 10월 ~ 12월 - NHK 인간대학「문학재입문」1992年10月～12月（후에 비디오 카세트로 발매）
- 1994년 9월 18일 - NHK 스페셜「울려퍼지는 부자~오에 겐자부로와 아들 빛의 30년~(響きあう父と子 ～大江健三郎と息子 光の30年～)」
- 1999년 -「뉴스23」「하나마루 마켓」등에 출연
- 2003년 12월 20일 - NHK 스페셜「시리즈 안전보장」에서 이라크 자위대 파견, 개헌 문제 등에 대해 코토다 마사하루(後藤田正晴), 나카소네 야스히로(中曽根康弘), 쿠리야마 쇼이치(栗山尚一)와 토론
- 2003년 11월 - 「뉴스 스테이션」
- 2002년 8월, 2004년 1월 - 「테츠코의 방」에 출연
- 2006년 1월 - 「타케시의 누구라도 피카소」에 출연
- 2010년 1월 5일 - NHK「스튜디오 파크에서 안녕」에 출연

## 오에 겐자부로를(모델로 한 인물) 연기한 배우
- 야마자키 츠토무 - 「조용한 생활(静かな生活)」(케이 역)

## 같이 보기
- 후텐마 기지 이전 문제